# Список безпекових угод України
Це список безпекових угод, підписаних між Україною та іншими країнами відповідно до Спільної декларації країн «Групи семи» від 12 липня 2023 року.
Станом на 21 січня 2025 року укладено 28 угод — 7 з країнами «Групи семи», 20 з країнами, що приєдналися до декларації, а також з Європейським Союзом.
| Країна            | Місце підписання     | Дата підписання | Дата набуття чинності | Угода | Текст угоди        |
| ----------------- | -------------------- | --------------- | --------------------- | --- | ------------------ |
| Велика Британія   | Київ                 | 12 січня 2024   | 12 січня 2024         | Угода про співробітництво у сфері безпеки між Україною та Сполученим Королівством Великої Британії і Північної Ірландії | укр. англ.         |
| Німеччина         | Берлін               | 16 лютого 2024  | 16 лютого 2024        | Угода про співробітництво у сфері безпеки та довгострокову підтримку між Україною та Федеративною Республікою Німеччина | укр. нім.          |
| Франція           | Париж                | 16 лютого 2024  | 16 лютого 2024        | Угода про співробітництво у сфері безпеки між Україною та Францією                                                      | укр. фр.           |
| Данія             | Львів                | 23 лютого 2024  | 23 лютого 2024        | Угода про співробітництво у сфері безпеки та довгострокову підтримку між Україною та Данією                             | укр. англ.         |
| Канада            | Київ                 | 24 лютого 2024  | 24 лютого 2024        | Угода про співробітництво у сфері безпеки між Україною та Канадою                                                       | укр. англ. фр.     |
| Італія            | Київ                 | 24 лютого 2024  | 24 лютого 2024        | Угода про співробітництво у сфері безпеки між Україною та Італією                                                       | укр. англ. іт.     |
| Нідерланди        | Харків               | 1 березня 2024  | 1 березня 2024        | Угода про співробітництво у сфері безпеки між Україною та Нідерландами                                                  | укр. нід.          |
| Фінляндія         | Київ                 | 3 квітня 2024   | 3 квітня 2024         | Угода про співробітництво у сфері безпеки та довгострокову підтримку між Україною та Фінляндською Республікою           | укр. фін.          |
| Латвія            | Вільнюс              | 11 квітня 2024  | 11 квітня 2024        | Угода між Україною та Латвійською Республікою про довгострокову підтримку та безпекові зобов'язання                     | укр. лат.          |
| Іспанія           | Мадрид               | 27 травня 2024  | 27 травня 2024        | Угода про співробітництво у сфері безпеки між Україною та Іспанією                                                      | укр. ісп.          |
| Бельгія           | Брюссель             | 28 травня 2024  | 28 травня 2024        | Угода про співробітництво у сфері безпеки та довгострокову підтримку між Україною та Королівством Бельгія               | укр. англ.         |
| Португалія        | Лісабон              | 28 травня 2024  | 28 травня 2024        | Угода про співробітництво у сфері безпеки між Україною та Португалією                                                   | укр. порт.         |
| Швеція            | Стокгольм            | 31 травня 2024  | 31 травня 2024        | Угода про співробітництво у сфері безпеки між Україною та Швецією                                                       | укр. англ.         |
| Ісландія          | Стокгольм            | 31 травня 2024  | 31 травня 2024        | Угода про співробітництво у сфері безпеки та довгострокову підтримку між Україною та Ісландією                          | укр. англ.         |
| Норвегія          | Стокгольм            | 31 травня 2024  | 31 травня 2024        | Угода про співробітництво у сфері безпеки та довгострокову підтримку між Україною та Королівством Норвегія              | укр. англ.         |
| Японія            | Савеллетрі-ді-Фазано | 13 червня 2024  | 13 червня 2024        | Угода про підтримку України та співробітництво між Україною та урядом Японії                                            | укр. яп. англ.     |
| США               | Апулія               | 13 червня 2024  | 13 червня 2024        | Двостороння безпекова угода між Україною та Сполученими Штатами Америки                                                 | укр. англ.         |
| Європейський Союз | Брюссель             | 27 червня 2024  | 27 червня 2024        | Спільні безпекові зобов'язання між Україною та Європейським Союзом                                                      | укр. англ.         |
| Естонія           | Брюссель             | 27 червня 2024  | 27 червня 2024        | Угода про співробітництво у сфері безпеки та довгострокову підтримку між Україною та Естонією                           | англ. укр. ест.    |
| Литва             | Брюссель             | 27 червня 2024  | 27 червня 2024        | Угода про співробітництво у сфері безпеки між Україною та Литовською Республікою                                        | англ. укр. лит.    |
| Польща            | Варшава              | 8 липня 2024    | 8 липня 2024          | Угода про співробітництво у сфері безпеки між Україною та Республікою Польща                                            | укр. пол. англ.    |
| Люксембург        | Вашингтон            | 10 липня 2024   | 10 липня 2024         | Угода про співробітництво у сфері безпеки та довгострокову підтримку між Україною і Великим Герцогством Люксембург      | укр. англ.         |
| Румунія           | Вашингтон            | 11 липня 2024   | 11 липня 2024         | Угода про співробітництво у сфері безпеки між Україною та Румунією                                                      | англ. укр. рум.    |
| Чехія             | Вудсток              | 18 липня 2024   | 18 липня 2024         | Угода про співробітництво у сфері безпеки та довгострокову підтримку між Україною та Чеською Республікою                | укр. чес. англ.    |
| Словенія          | Вудсток              | 18 липня 2024   | 18 липня 2024         | Угода про співробітництво у сфері безпеки та довгострокову підтримку між Україною та Республікою Словенія               | укр. словен. англ. |
| Ірландія          | Київ                 | 4 вересня 2024  | 4 вересня 2024        | Угода про підтримку України та співробітництво між Україною та Ірландією                                                | укр. англ.         |
| Греція            | Брюссель             | 17 жовтня 2024  | …                     | Угода про співробітництво у сфері безпеки між Україною та Грецькою Республікою                                          | укр. ?             |
| Албанія           | Давос                | 21 січня 2025   | …                     | Угода про довгострокове співробітництво та підтримку між Україною та Республікою Албанія                                | укр. англ. алб.    |

Країни Європи:
країни-члени ЄС і «Групи семи», які підписали угоди
країни-члени «Групи семи», але не члени ЄС, які підписали угоди
інші країни-члени ЄС, які підписали угоди
інші країни, які підписали угоди
країни-члени ЄС, які не приєдналися до декларації, але є підписантами як члени ЄС
країни-члени ЄС, які приєдналися до декларації, але ще не підписали угоди як самостійні країни
інші країни, які приєдналися до декларації, але ще не підписали угоди
Росія і Білорусь

Жирним виділені країни «Групи семи».
Країни, які приєдналися до декларації, але ще не підписали угоди:
- Болгарія[п 3]
- Кіпр[п 3]
- Північна Македонія
- Чорногорія

## Примітки

Країни Північної Америки та Азії:
країни-члени «Групи семи», які підписали угоди
інші країни, які підписали угоди
Росія